# 23111 Fritzperls
23111 Fritzperls è un asteroide della fascia principale. Scoperto nel 2000, presenta un'orbita caratterizzata da un semiasse maggiore pari a 2,3263005 UA e da un'eccentricità di 0,0536656, inclinata di 6,84225° rispetto all'eclittica.